# Las Rosas (Santa Fe)
Las Rosas è un municipio (municipalidad in spagnolo) di seconda categoria dell'Argentina, appartenente alla provincia di Santa Fe, capoluogo del dipartimento di Belgrano.
Il comune è stato istituito verso la fine del XIX secolo, in seguito alla costruzione della ferrovia che univa la località di Cañada de Gómez con la estancia Las Yerbas.
In base al censimento del 2001, il municipio contava 12.793 abitanti, con un incremento dell'6,3% rispetto al censimento precedente (1991).

## Collegamenti esterni

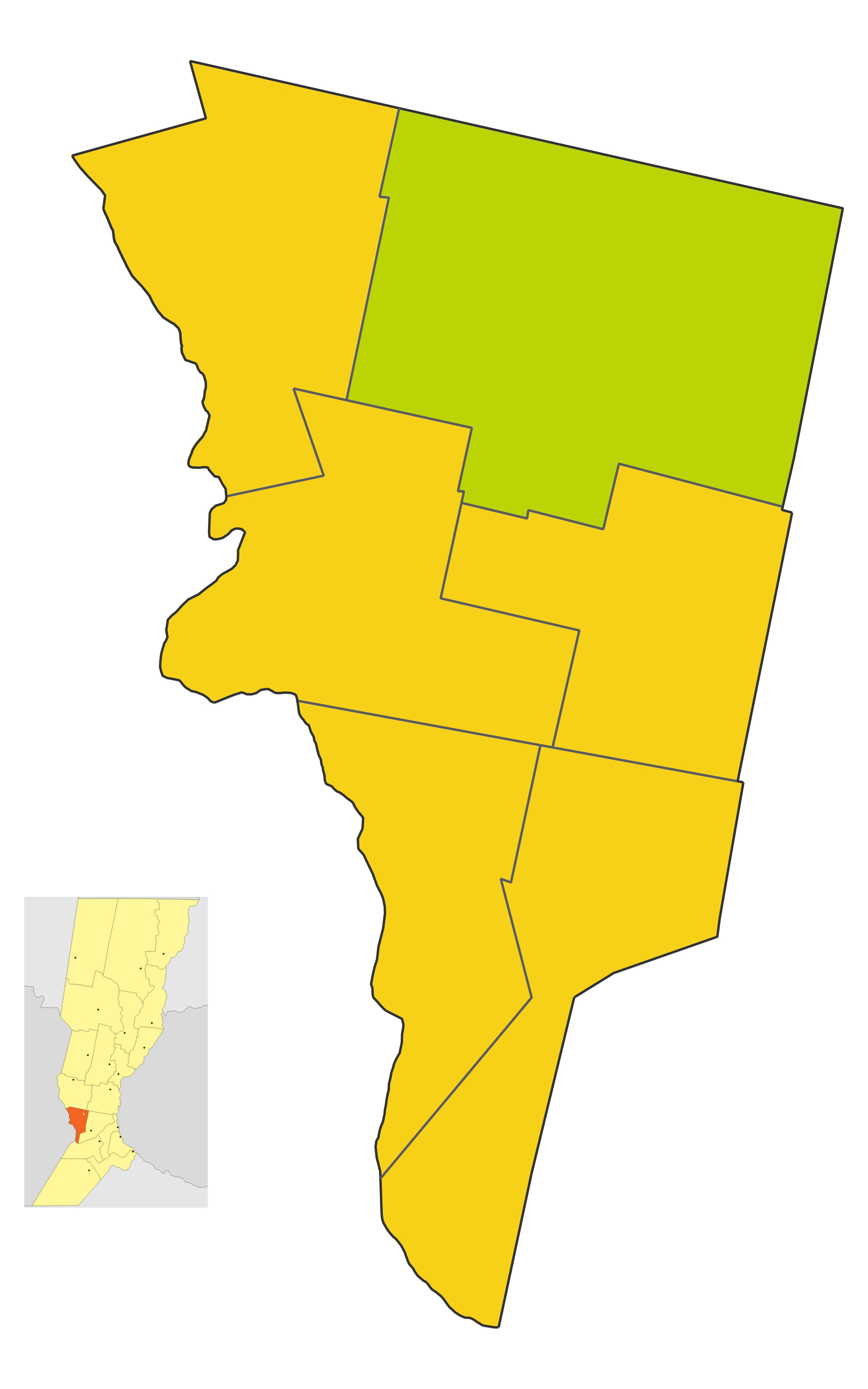
Mappa del Municipio di Las Rosas